# Daniel Webster Jones (1839-1918)
Daniel Webster Jones, né le 15 décembre 1839 dans le comté de Bowie (Texas) et mort le 25 décembre 1918 à Little Rock (Arkansas), est un homme politique démocrate américain. Il est gouverneur de l'Arkansas entre 1897 et 1901.

## Sources
- (en) Cet article est partiellement ou en totalité issu de l’article de Wikipédia en anglais intitulé « Daniel Webster Jones (governor) » (voir la liste des auteurs).